# Mirosław Janakiew
Mirosław Janakiew Nikołow (bułg. Мирослав Янакиев Николов; ur. 19 sierpnia 1923 w Sofii, zm. 9 listopada 1998 tamże) – bułgarski profesor językoznawstwa.
Studia ukończył w 1943 roku, w Sofii. Od 1947 roku był adiunktem Kiriła Mirczewa – profesora historii języka bułgarskiego, w 1952 roku starszy adiunkt. W latach 1954–1988 członek Bułgarskiej Partii Komunistycznej. Tytuł docenta uzyskał za pracę monograficzną Metrum bułgarskie (1963), natomiast habilitację (1979) za opracowanie Stylistyka i nauczanie języka (1979). W latach 1969–1984 wykładowca języka bułgarskiego w specjalności filologii bułgarskiej na Uniwersytecie Moskiewskim M. W. Łomonosowa.